# Межиров, Юрий Александрович
Межиров Юрий Александрович (7 февраля 1933, Ленинград, СССР — 13 июня 2012, Санкт-Петербург) — советский и российский живописец, заслуженный художник Российской Федерации (1999), народный художник Российской Федерации (2007), член Санкт-Петербургского Союза художников (до 1992 года — Ленинградской организации Союза художников РСФСР).

## Биография
Юрий Александрович Межиров родился 7 февраля 1933 года в Ленинграде.
Его отец, Межиров Александр Михайлович, 1902 г. рожд., лейтенант,  старший адъютант командира 2-го стрелкового батальона 256 стрелкового полка 299 Харьковской стрелковой дивизии 48 стрелкового корпуса 53 армии 2 Украинского фронта, участник Сталинградской, Курской и битвы за Днепр, в бою за Социалистическую Родину, верный воинской присяге, проявив геройство и мужество, был убит 24 ноября 1943 года на правом берегу Днепра под Кременчугом, и захоронен в братской могиле в селе Каменец-Потоцком (ныне – Каменные Потоки, Полтавская область).
В 1949—1952 годах Юрий учился в ремесленно-художественном керамическом училище в Дулёво, в 1952—1959 в Ленинградском художественно-педагогическом училище. В 1959 году поступил на живописный факультет Ленинградского института живописи, скульптуры и архитектуры имени И. Е. Репина, который окончил в 1965 году по мастерской Виктора Орешникова с присвоением квалификации художника живописи. Дипломная работа — картина «На фронт».
В 1967—1971 годах занимался в творческой мастерской под руководством В. М. Орешникова. Участник выставок с 1965 года. Член Ленинградского Союза художников с 1967 года. Писал портреты, жанровые картины, пейзажи, натюрморты. Награждён Серебряной медалью Академии Художеств. Первая персональная выставка состоялась в ЛОСХе в 1983 году. В 2007 году удостоен почётного звания Народный художник Российской Федерации. Автор картин «Натюрморт с гранатом», «Портрет Н. Соколова», «Портрет Л. Климовой» (все 1971), «Портрет композитора С. Слонимского», «Портрет Донатаса Баниониса», «Сыновья», «Остывающий кофе», «Портрет пианиста П. Серебрякова» (все 1972), «Мальчики в саду», «Ананасы», «Ванюшины дяди», «Портрет поэта В. Торопыгина» (все 1975), «Вьетнамские студентки» (1976), «Новая Конституция» (1977), «Возвращение», «Портрет артиста БДТ К. Лаврова» (обе 1980) и др.
Скоропостижно скончался 13 июня 2012 года в Санкт-Петербурге на 80-м году жизни. 
Произведения Ю. А. Межирова находятся в музеях и частных собраниях в России, Японии, Италии, Германии, Голландии, Франции, Швеции, США, Перу и других странах.

## Выставки
- 1971 год (Ленинград): Наш современник. Выставка произведений ленинградских художников 1971 года.
- 1972 год (Ленинград): Наш современник. Вторая выставка произведений ленинградских художников.
- 1972 год (Ленинград): По Родной стране. Выставка произведений ленинградских художников.
- 1973 год (Ленинград): Наш современник. Третья выставка произведений ленинградских художников.
- 1973 год (Ленинград): Натюрморт. Выставка произведений ленинградских художников.
- 1975 год (Ленинград): Наш современник. Зональная выставка произведений ленинградских художников.
- 1976 год (Ленинград): Портрет современника. Пятая выставка произведений ленинградских художников.
- 1976 год (Москва): Изобразительное искусство Ленинграда.
- 1977 год (Ленинград): Выставка произведений ленинградских художников, посвящённая 60-летию Великого Октября.
- 1978 год (Ленинград): Осенняя выставка произведений ленинградских художников.
- 1980 год (Ленинград): Зональная выставка произведений ленинградских художников.
- 1984 год (Ленинград): Подвигу Ленинграда посвящается. Выставка произведений ленинградских художников, посвящённая 40-летию полного освобождения Ленинграда от вражеской блокады.
- Февраль 1991 года (Париж): Выставка «Русские художники».
- Январь 1992 года (Париж): Выставка «Санкт-Петербургская школа».
- Февраль 1993 года (Брюссель): Выставка «Русские художники».
- 1997 год (Санкт-Петербург): Связь времён. 1932—1997. Художники — члены Санкт-Петербургского Союза художников России.